# Kreis Pyritz
Der Kreis Pyritz war von 1815 bis 1945 ein Landkreis der  preußischen Provinz Pommern. Seine Kreisstadt war die Stadt Pyritz.

## Verwaltungsgeschichte

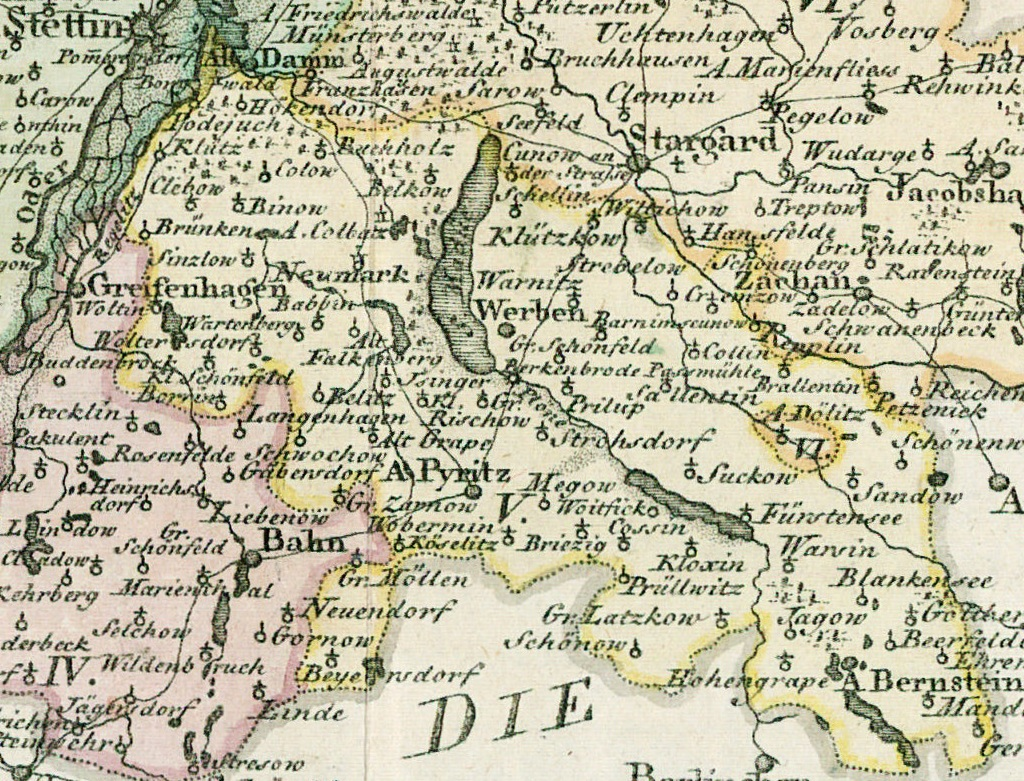
Der Kreis Pyritz im 18. Jahrhundert

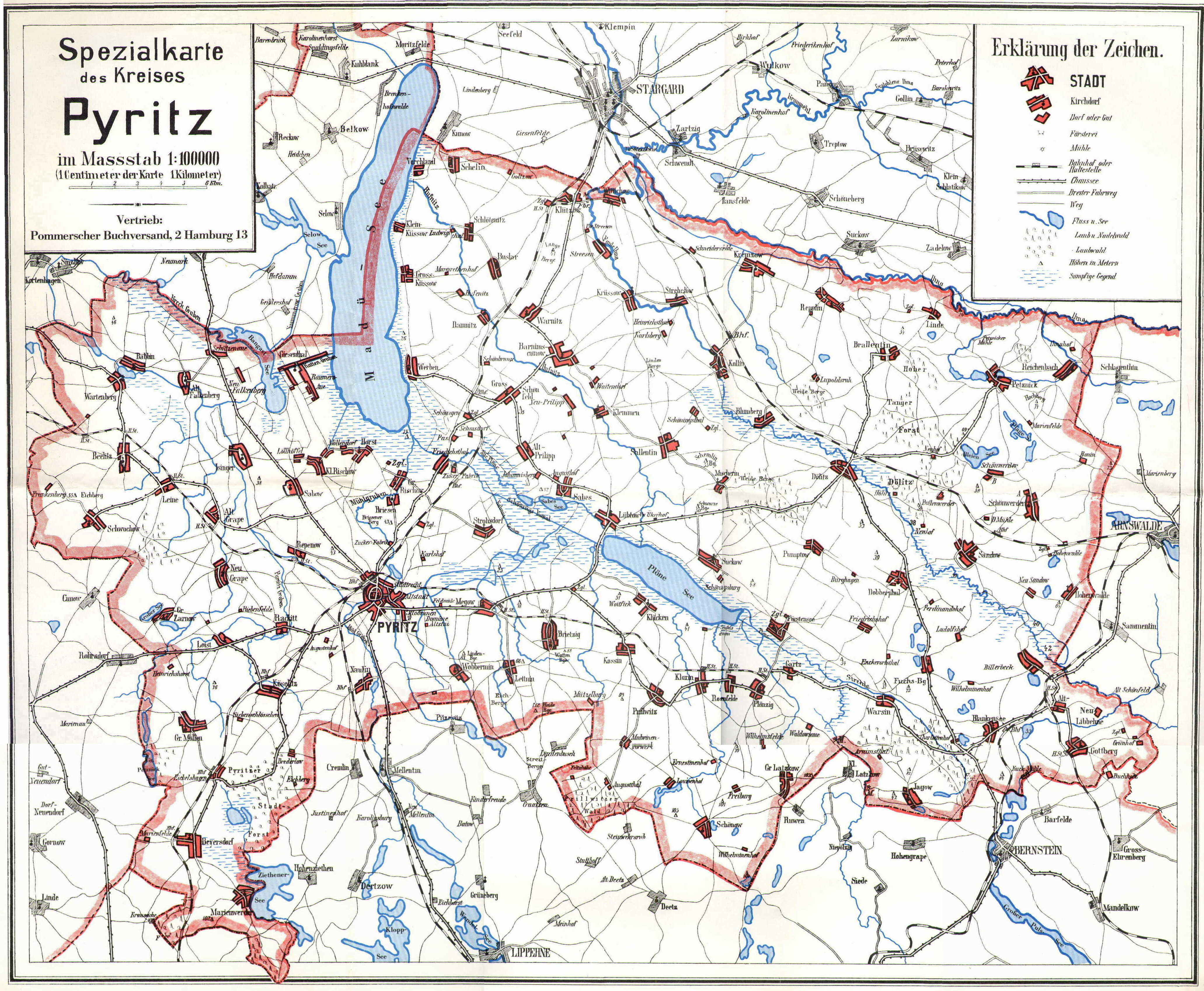
Der Kreis Pyritz 1933

Das Gebiet des späteren Kreises Pyritz gehörte seit dem 12. Jahrhundert zum Herrschaftsbereich der pommerschen Herzöge. Als Grenzgebiet zur Mark Brandenburg waren die südlichen Bereiche lange Zeit zwischen den beiden Herrschaftsgebieten Gegenstand von Grenzkriegen. Nach dem Dreißigjährigen Krieg kam Hinterpommern an Brandenburg-Preußen. 1723/24 führte König Friedrich Wilhelm I. von Preußen in Hinterpommern eine Kreisreform durch. Die Zahl der Kreise und zugehörigen Landräte wurde fühlbar reduziert, um die starke territoriale Zersplitterung zu verringern, die durch die komplizierten adligen Besitzstände in Hinterpommern entstanden war. Der Kreis Pyritz umfasste nunmehr die Stadt Pyritz, den Marktflecken Werben, die königlichen Ämter Bernstein, Kolbatz und Pyritz sowie eine größere Anzahl von adligen Dörfern und Gütern.
Durch die Provinzialbehörden-Verordnung vom 30. April 1815 wurde der Kreis Pyritz Teil des Regierungsbezirks Stettin in der Provinz Pommern. Bei der Kreisreform von 1818 im Regierungsbezirk Stettin wurde die Abgrenzung des Kreises Pyritz geändert:
- Mit dem Kreis Greifenhagen fand ein Gebietsaustausch statt, bei dem unter anderem das Amt Kolbatz aus dem Kreis Pyritz in den Kreis Greifenhagen wechselte.
- Mit dem Kreis Saatzig fand ein Gebietsaustausch statt, der mehrere Dörfer betraf.
- Mit dem Kreis Soldin in der Provinz Brandenburg fand ein Gebietsaustausch statt, der mehrere Dörfer betraf.[4][5]

Der Kreis Pyritz umfasste 1871 die Stadt Pyritz, 88 Landgemeinden und 75 Gutsbezirke. Zum 30. September 1928 fand im Kreis wie im übrigen Preußen eine Gebietsreform statt, bei der alle Gutsbezirke aufgelöst und benachbarten Landgemeinden zugeteilt wurden.
Im Zweiten Weltkrieg eroberte Ende Januar/Anfang Februar 1945 die Rote Armee das Kreisgebiet und unterstellte es ortsweise ab Anfang Mai der im März 1945 gebildeten Verwaltung der Volksrepublik Polen für den „Bezirk Westpommern“. In der Folgezeit wurden ab Juni 1945 die allermeisten Bewohner des Kreisgebiets vertrieben und an ihrer Stelle Polen angesiedelt.
In Polen besteht heute in anderen Grenzen der Powiat Pyrzycki als Teil der Woiwodschaft Westpommern.

## Einwohnerentwicklung
| Jahr | Einwohner | Quelle |
| ---- | --------- | ------ |
| 1797 | 32.640    | [ 8 ]  |
| 1816 | 28.612    | [ 9 ]  |
| 1846 | 37.748    | [ 10 ] |
| 1871 | 42.509    | [ 6 ]  |
| 1890 | 43.559    | [ 11 ] |
| 1900 | 42.686    | [ 11 ] |
| 1910 | 43.917    | [ 11 ] |
| 1925 | 49.068 1  | [ 11 ] |
| 1933 | 47.717    | [ 11 ] |
| 1939 | 47.752    | [ 11 ] |

## Landräte
- 1745–1750: Ludwig Imbert du Rosey
- 1750–1759: David Vincenz von Braunschweig
- 1760–1772: Georg Christoph von Blanckensee
- 1773–1783: Joachim Abraham von Oesterling
- 1783–1804: August Ernst von Schöning
- 1804–1848: August Peter von Schöning
- 1851–1857: Julius Rudolf von der Osten
- 1857–1876: Wilhelm von Schöning
- 1877–1906: Adolph von Schlieffen
- 1906–1921: Detlef von Köller
- 1921–1924: Hermann Sommer
- 1924–1939: Ernst Delbrück
- 1940–0000: Axel Schmidt
- 1944–0000: Paul Windels (vertretungsweise)

## Kommunalverfassung
Der Kreis Pyritz gliederte sich in die Stadt Pyritz, in Landgemeinden und – bis zu deren vollständiger Auflösung im Jahre 1928 – in selbstständige Gutsbezirke. Mit Einführung des preußischen Gemeindeverfassungsgesetzes vom 15. Dezember 1933 gab es ab dem 1. Januar 1934 eine einheitliche Kommunalverfassung für alle preußischen Gemeinden. Mit Einführung der Deutschen Gemeindeordnung vom 30. Januar 1935 trat zum 1. April 1935 im Deutschen Reich eine einheitliche Kommunalverfassung in Kraft, wonach die bisherigen Landgemeinden nun als Gemeinden bezeichnet wurden. Eine neue Kreisverfassung wurde nicht mehr geschaffen; es galt weiterhin die Kreisordnung für die Provinzen Ost- und Westpreußen, Brandenburg, Pommern, Schlesien und Sachsen vom 19. März 1881.

## Amtsbezirke, Städte und Gemeinden

### Amtsbezirke
Die Landgemeinden des Kreises waren in den 1930er Jahren in 26 Amtsbezirke gegliedert. Die Stadt Pyritz war amtsfrei.
| - Amtsbezirk Alt Falkenberg - Amtsbezirk Alt Grape - Amtsbezirk Barnimskunow - Amtsbezirk Beyersdorf - Amtsbezirk Blankensee - Amtsbezirk Dölitz i. Pom. - Amtsbezirk Fürstensee - Amtsbezirk Gottberg - Amtsbezirk Groß Möllen - Amtsbezirk Horst - Amtsbezirk Isinger - Amtsbezirk Klützow - Amtsbezirk Kollin | - Amtsbezirk Kremzow - Amtsbezirk Köselitz - Amtsbezirk Megow - Amtsbezirk Petznick - Amtsbezirk Plönzig - Amtsbezirk Prilipp - Amtsbezirk Prillwitz - Amtsbezirk Sallentin - Amtsbezirk Sandow - Amtsbezirk Schlötenitz - Amtsbezirk Schwochow - Amtsbezirk Warnitz - Amtsbezirk Werben |

### Städte und Gemeinden 1945

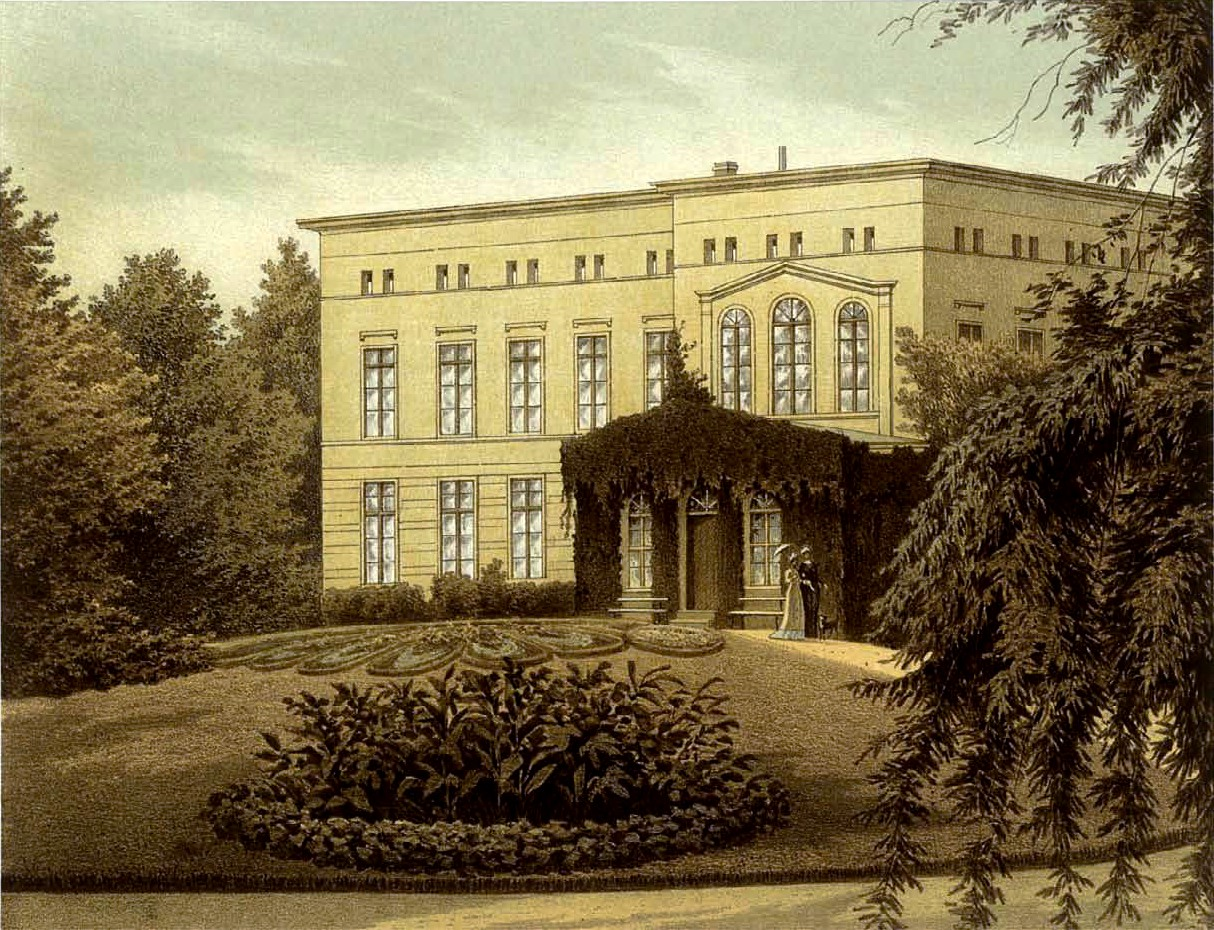
Rittergut Sandow, Sammlung Alexander Duncker

Zum Ende seines Bestehens im Jahr 1945 umfasste der Kreis Pyritz die Stadt Pyritz und 86 weitere Gemeinden:
| - Alt Falkenberg - Alt Grape - Alt Prilipp - Babbin - Barnimskunow - Beelitz - Beyersdorf - Billerbeck - Blankensee - Blumberg - Brallentin - Brederlow - Briesen - Brietzig - Damnitz - Dobberphul - Dölitz i. Pom. - Eichelshagen - Falkenberg - Friedrichshof - Friedrichsthal i. Pom. - Fürstensee | - Giesenthal-Raumersaue - Gottberg - Groß Latzkow - Groß Möllen - Groß Rischow - Groß Schönfeld - Groß Zarnow - Hohenwalde - Horst - Isinger - Jagow - Klein Rischow - Klemmen - Kloxin - Klücken - Klützow - Kollin - Köselitz - Kossin - Kremzow - Krüssow - Leine | - Lettnin - Libbehne - Loist - Löllhöfel - Lübtow - Luisenhof - Marienwerder - Möllendorf - Muscherin - Naulin - Neu Falkenberg - Neu Grape - Neu Prilipp - Petznick - Plönzig - Prillwitz - Pumptow - Pyritz, Stadt - Rackitt - Reichenbach - Repenow - Repplin | - Rosenfelde - Sabes - Sabow - Sallentin - Sandow - Schellin - Schlötenitz - Schöningen - Schönow - Schönwerder - Schützenaue - Schwochow - Strebelow - Strohsdorf - Suckow a. d. Plöne - Warnitz - Warsin - Wartenberg - Werben - Wittichow - Wobbermin |

### Vor 1945 aufgelöste Gemeinden
- Hufenitz, 1903/1908 zu Damnitz
- Giesenthal und Raumersaue, nach 1910 zu Giesenthal-Raumersaue zusammengeschlossen
- Ludwigsthal, ca. 1929 zu Schlötenitz
- Woitfick, ca. 1929 zu Klücken
- Megow, 1938 zu Lettnin
- Altstadt, am 1. April 1939 zu Pyritz

## Verkehr
Den Kreis Pyritz durchzog ab 1847 im Nordosten die Stargard-Posener Eisenbahn >116.c<. Erst 35 Jahre später folgte 1882 die Stargard-Cüstriner Eisenbahn-Gesellschaft zunächst mit ihrer Stammstrecke, an der auch die Kreisstadt lag >116.a<. Nachdem im Südosten des Kreises 1898 die Strecke Arnswalde – Glasow in Betrieb genommen worden war >116.a²<, folgte 1899 die Zweigbahn Pyritz – Jädickendorf >116.e<.
Die Pyritzer Bahnen, die von Anfang an in der Hand des Landes und des Kreises waren, eröffneten 1898 von der Kreisstadt aus Linien nach Plönzig im Südosten des Kreises >113.h< und in den Nachbarkreis Greifenhagen >113.h²<.
In Alt Libbehne zweigte seit 1902 von der Bahnlinie Arnswalde–Glasow die Kleinbahn Friedeberg-Alt Libbehne ab >115.k<.
(Die Zahlen in >< beziehen sich auf das Deutsche Kursbuch 1939).